# 北進駅

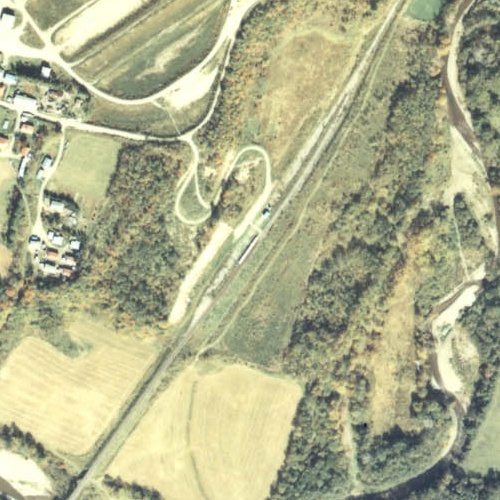
駅周辺を写した航空写真。画像中央が北進駅、左下方向が白糠駅方面、右上方向が足寄駅方面。

北進駅（ほくしんえき）は、北海道白糠郡白糠町上茶路にあった日本国有鉄道（国鉄）白糠線の駅（廃駅）である。白糠線の廃線に伴い1983年（昭和58年）10月23日に廃駅となった。同線の終着駅であった。

## 歴史
1964年（昭和39年）に白糠駅 - 上茶路駅間で営業を開始し、1970年（昭和45年）にここまでの工事が完成していた白糠線であったが、既に炭鉱の閉山もあって利用客は見込めず、国鉄は開業を渋っていた。そんな中、時の運輸大臣・佐々木秀世の後押しもあり、1972年（昭和47年）にようやく開業にこぎつけた。
周辺の人口もわずかで、列車本数も1日3往復であったため、若干学生の利用があるだけだったといわれている。
白糠線は北進駅からさらに延伸し、池北線足寄駅までの路線として予定されていたが、1972年度から建設予算がゼロとなり、工事は凍結され、未成に終わった。
結局、日本国有鉄道経営再建促進特別措置法（国鉄再建法）が1980年（昭和55年）に施行され、それに基づき特定地方交通線として白糠線が地方閑散路線廃止の最初の事例になったこともあり、1983年（昭和58年）に廃止された。営業期間はわずか11年であった。

### 年表
- 1972年（昭和47年）9月8日：日本国有鉄道白糠線上茶路駅 - 当駅間延伸開通に伴い開業[1]。旅客のみ取扱い[1]。無人駅[2]。
- 1983年（昭和58年）10月23日：白糠線の廃線に伴い廃止となる[1]。

### 駅名の由来
建設工事実施計画認可時点の仮称は釧路二股（くしろふたまた）であり、もとの地名は茶路川の分岐に由来する三股であったが、「今後なお北方に進み、開拓と発展を期待して」、「北進」と命名された。

## 駅構造
廃止時点で、単式ホーム1面1線を有する地上駅で、同線の終端駅であった。ホームは線路の西側（北進方面に向かって左手側）に存在した。開業時からの無人駅で駅舎はないが、ホーム北側の出入口から少し離れた場所に待合室を有した。

## 利用状況
乗車人員の推移は以下の通り。年間の値のみ判明している年度は日数割で算出した参考値を括弧書きで示す。出典が「乗降人員」となっているものについては1/2とした値を括弧書きで乗車人員の欄に示し、備考欄で元の値を示す。
| 年度               | 乗車人員（人） | 乗車人員（人） | 出典  | 備考             |
| 年度               | 年間           | 1日平均        | 出典  | 備考             |
| ------------------ | -------------- | -------------- | ----- | ---------------- |
| 1978年（昭和53年） |                | 23.0           | [ 6 ] |                  |
| 1981年（昭和56年） |                | (2.0)          | [ 5 ] | 1日乗降客数は4人 |

## 駅周辺
- 国道274号
- 国道392号
- 茶路川
- 北進簡易郵便局

## 駅跡
2001年（平成13年）時点で細長い空地になっており、この時点で跡形もない。2010年（平成22年）時点でも同様で、2011年（平成23年）時点で遺構は残っていない。
また2001年（平成13年）時点では、駅跡の近くに「第二十三茶路川橋梁」などが残存している。2011年（平成23年）時点でも同様で、道路橋として利用されている。

## 隣の駅
日本国有鉄道
白糠線
下北進駅 - 北進駅 - （未成区間）<鯉方信号場（計画・仮称）＞ - 茂螺湾駅（計画・仮称）